# Tim and Eric Awesome Show, Great Job!
Tim and Eric Awesome Show, Great Job! foi uma série de televisão em formato de esquete cômica criada e estrelada por Tim Heidecker e Eric Wareheim. Estreou no bloco Adult Swim do Cartoon Network em 11 de fevereiro de 2007, sendo transmitida até 2 de maio de 2010. O programa apresentava um humor surrealístico e por vezes satírico, com clipes musicais toscos, comerciais bizarros e efeitos especiais e de edição escolhidos por seu tom camp.
O programa contou com participações especiais de uma ampla variedade de atores, de astros como Will Ferrell, John C. Reilly e Zach Galifianakis a comediantes alternativos como Neil Hamburger, passando por atores de televisão como Alan Thicke e imitadores e sósias de celebridades.
Os criadores do programa o descreveram como a "versão pesadelo da televisão".